# Stanisław Kubski
Stanisław Kubski (ur. 13 sierpnia 1876 w Książu, zm. 18 maja 1942 Monachium) – polski duchowny katolicki, błogosławiony Kościoła rzymskokatolickiego, kapłan archidiecezji gnieźnieńskiej, męczennik.

## Życiorys
Pochodził z rodziny rolniczej. Był synem Michała i Franciszki, urodził się w 1876 we wsi Książ k. Strzelna. Najpierw uczęszczał do gimnazjum w Trzemesznie, a następnie w Wągrowcu. W 1897 zdał egzamin dojrzałości i wstąpił do seminarium duchownego w Gnieźnie. Święcenia kapłańskie otrzymał 25 listopada 1900 od biskupa Andrzejewicza.
Po otrzymaniu sakramentu święceń kapłańskich został skierowany do Śremu, gdzie pełnił obowiązki wikariusza, a od 1910 był proboszczem parafii św. Wawrzyńca w Gnieźnie. W 1917 został proboszczem gnieźnieńskiego kościoła św. Trójcy. W okresie powstania wielkopolskiego został członkiem Miejskiej Rady Ludowej. Gdy w 1923 proboszcza inowrocławskiego, ks. Antoniego Laubitza ogłoszono sufraganem gnieźnieńskim, przejął jego funkcję przy kościele Zwiastowania Najświętszej Maryi Panny w Inowrocławiu. Odbudował zrujnowaną przez szkody górnicze świątynię Matki Boskiej (w 1929).
Ks. Stanisław Kubski angażował się w duszpasterstwie: dzieci, młodzieży, ubogiej inteligencji, robotników, rzemieślników, wiele czasu spędzał na adoracji Najświętszego Sakramentu, prowadził także działalność charytatywną.
Po wybuchu II wojny światowej niemieccy narodowi socjaliści aresztowali go 8 września 1939 Prowadzony przez miasto ksiądz musiał iść z rękoma uniesionymi nad głową. Pierwszą noc spędził klęcząc na dziedzińcu koszarowym. Przewieziono go najpierw do Piły, stamtąd 21 listopada 1939 skierowano do Buchenwaldu (KL), gdzie przez rok pracował w kamieniołomach i poddawany był torturom. Skrajnie wycieńczony, ze złamaną ręką trafił następnie do niemieckiego obozu koncentracyjnego w Dachau i oznakowany numerem obozowym 21878.
W relacjach świadków zachował pogodę ducha i odznaczał się wielką pobożnością. Zapamiętano go, jak na barłogu odmawiał różaniec, trzymając w ręku kawałek sznurka z zaplecionymi supłami. Starszego, chorego na świerzb, owrzodzonego i ważącego 39 kg księdza, uznano w maju 1942 za niezdolnego do pobytu w obozie pracy i włączony został do tzw. transportu inwalidów. Ciało bł. Stanisława Kubskiego zostało spopielone w krematorium miejskim w Monachium. Od roku 1963 urna z prochami jest przechowywana w katakumbach miejskiego cmentarza w Monachium Perlacher Forst (Ehrenhain).
Jego beatyfikacja miała miejsce 13 czerwca 1999 w Warszawie w grupie 108 błogosławionych męczenników z czasów II wojny światowej. Dokonał jej papież Jan Paweł II.
Jego wspomnienie obchodzone jest 18 maja.
W 2019 odsłonięto w Książu obelisk upamiętniający bł. ks. Stanisława Kubskiego.